# Jaume Masià Vargas
Jaume Masià Vargas   (Algemesí, 31 d'octubre de 2000) és un pilot de motociclisme valencià que va ser campió del món de Moto3 el 2023, esdevenint el cinquè campió del món de motociclisme valencià després de Ricardo Tormo, Aspar, Champi Herreros i Nico Terol.

## Carrera esportiva

### Primers anys
Jaume Masià va competir a la MotoGP Rookies Cup el 2014. Del 2015 al 2017 va córrer al Campionat Júnior FIM CEV de Moto3, acabant-hi subcampió darrere de Dennis Foggia el 2017. Aquell mateix any va debutar al campionat del món.

### Moto3
Masià va debutar al mundial de Moto3 el 2017 com a substitut del lesionat Darryn Binder. Ja al primer Gran Premi que disputava, a Österreichring, va aconseguir la volta ràpida, establint un nou rècord del circuit en la categoria de Moto3, i va acabar la cursa en la novena posició. Gràcies a aquest sorprenent debut va obtenir plaça a l'equip Platinum Bay Real Estate per a les temporades 2018 i 2019. El 2017 va tornar a reemplaçar l'encara convalescent Darryn Binder al circuit de Silverstone, on va caure a la cursa mentre anava en la vint-i-unena posició.
El 2019, Masià va obtenir la seva primera pole position i victòria a la segona ronda del mundial, el Gran Premi de l'Argentina. El 2020 va canviar a l'equip Leopard Racing, el qual havia estat campió de Moto3 el 2019. Durant les temporades del 2021 i 2022, Masià va córrer amb l'equip Red Bull KTM Ajo, amb el qual va aconseguir la seva millor classificació al mundial fins aleshores el 2021 en acabar en quart lloc final.
El 2023, de nou amb l'equip Leopard Racing, Masià es proclamà campió del món de Moto3 després d'haver guanyat quatre curses i haver obtingut deu podis.

### Moto2
De cara al 2024, l'equip Pertamina Mandalika SAG el fitxà per a competir al mundial de Moto2 com a company de Bo Bendsneyder.

## Resultats al Mundial de motociclisme

### Per temporada
| Temporada | Categoria | Moto  | Equip                           | Curses | Victòries | Podis | Poles | FLaps | Pts | Posició |
| --------- | --------- | ----- | ------------------------------- | ------ | --------- | ----- | ----- | ----- | --- | ------- |
| 2017      | Moto3     | KTM   | Platinum Bay Real Estate        | 4      | 0         | 0     | 0     | 1     | 13  | 27è     |
| 2017      | Moto3     | KTM   | Cuna de Campeones               | 4      | 0         | 0     | 0     | 1     | 13  | 27è     |
| 2018      | Moto3     | KTM   | Bester Capital Dubai            | 17     | 0         | 0     | 0     | 2     | 76  | 13è     |
| 2019      | Moto3     | KTM   | Bester Capital Dubai            | 17     | 1         | 4     | 1     | 1     | 121 | 9è      |
| 2020      | Moto3     | Honda | Leopard Racing                  | 15     | 2         | 3     | 1     | 2     | 140 | 6è      |
| 2021      | Moto3     | KTM   | Red Bull KTM Ajo                | 18     | 1         | 4     | 2     | 2     | 171 | 4t      |
| 2022      | Moto3     | KTM   | Red Bull KTM Ajo                | 20     | 2         | 6     | 0     | 6     | 177 | 6è      |
| 2023      | Moto3     | Honda | Leopard Racing                  | 20     | 4         | 10    | 6     | 1     | 274 | 1r      |
| 2024      | Moto2     | Kalex | Pertamina Mandalika GAS UP Team | 20     | 0         | 0     | 0     | 0     | 5   | 28è     |
| Total     | Total     | Total | Total                           | 131    | 10        | 27    | 10    | 15    | 978 |         |

### Per categoria
| Categoria | Temporada       | 1a Cursa        | 1r Podi         | 1a Victòria     | Curses | Victòries | Podis | Poles | FLaps | Pts | Títols |
| --------- | --------------- | --------------- | --------------- | --------------- | ------ | --------- | ----- | ----- | ----- | --- | ------ |
| Moto3     | 2017–2023       | 2017 Àustria    | 2019 Argentina  | 2019 Argentina  | 111    | 10        | 27    | 10    | 15    | 972 | 1      |
| Moto2     | 2024–actualitat | 2024 Qatar      |                 |                 | 20     | 0         | 0     | 0     | 6     | 0   | –      |
| Total     | 2017–actualitat | 2017–actualitat | 2017–actualitat | 2017–actualitat | 131    | 10        | 27    | 10    | 15    | 978 | 1      |

### Curses per any
Barem de puntuació de 1993 ençà:
| Posició | 1  | 2  | 3  | 4  | 5  | 6  | 7 | 8 | 9 | 10 | 11 | 12 | 13 | 14 | 15 |
| Punts   | 25 | 20 | 16 | 13 | 11 | 10 | 9 | 8 | 7 | 6  | 5  | 4  | 3  | 2  | 1  |

(Ids. Grans Premis | Llegenda) (Curses en negreta indiquen pole; curses en  itàlica indiquen volta ràpida)
| Any  | Categoria | Moto  | 1       | 2       | 3       | 4       | 5       | 6       | 7       | 8       | 9      | 10      | 11      | 12      | 13      | 14      | 15      | 16      | 17      | 18     | 19      | 20     | Pos | Pts |
| ---- | --------- | ----- | ------- | ------- | ------- | ------- | ------- | ------- | ------- | ------- | ------ | ------- | ------- | ------- | ------- | ------- | ------- | ------- | ------- | ------ | ------- | ------ | --- | --- |
| 2017 | Moto3     | KTM   | QAT     | ARG     | AME     | ESP     | FRA     | ITA     | CAT     | NED     | GER    | CZE     | AUT 9   | GBR Ret | SM 10   | ARA 21  | JPN     | AUS     | MAL     | VAL    |         |        | 27è | 13  |
| 2018 | Moto3     | KTM   | QAT 12  | ARG Ret | AME 21  | ESP 5   | FRA 10  | ITA Ret | CAT Ret | NED 4   | GER 6  | CZE 17  | AUT 6   | GBR C   | SM Ret  | ARA 9   | THA 17  | JPN 11  | AUS Ret | MAL    | VAL 6   |        | 13è | 76  |
| 2019 | Moto3     | KTM   | QAT Ret | ARG 1   | AME 2   | ESP Ret | FRA 12  | ITA 3   | CAT Ret | NED Ret | GER 16 | CZE 4   | AUT Ret | GBR 11  | SM 4    | ARA Ret | THA     | JPN 7   | AUS Ret | MAL 3  | VAL DNS |        | 9è  | 121 |
| 2020 | Moto3     | Honda | QAT 4   | ESP 10  | ANC Ret | CZE Ret | AUT 2   | STY 14  | SM 7    | EMI 5   | CAT 7  | FRA 4   | ARA 1   | TER 1   | EUR Ret | VAL 9   | POR Ret |         |         |        |         |        | 6è  | 140 |
| 2021 | Moto3     | KTM   | QAT 1   | DOH 9   | POR 9   | ESP 21  | FRA Ret | ITA 2   | CAT 4   | GER Ret | NED 20 | STY 4   | AUT 6   | GBR 6   | ARA 10  | SM 5    | AME 4   | EMI 2   | ALR 19  | VAL 3  |         |        | 4t  | 171 |
| 2022 | Moto3     | KTM   | QAT Ret | INA 7   | ARG Ret | AME 1   | POR 2   | ESP 3   | FRA 1   | ITA 17  | CAT 8  | GER 12  | NED Ret | GBR 2   | AUT 18  | SM 2    | ARA 8   | JPN Ret | THA 8   | AUS 15 | MAL 4   | VAL 22 | 6è  | 177 |
| 2023 | Moto3     | Honda | POR 5   | ARG Ret | AME 2   | ESP 3   | FRA 3   | ITA 5   | GER 6   | NED 1   | GBR 18 | AUT Ret | CAT 2   | SM 2    | IND 1   | JPN 1   | INA 6   | AUS 8   | THA 4   | MAL 3  | QAT 1   | VAL 13 | 1r  | 274 |
| 2024 | Moto2     | Kalex | QAT 25  | POR 21  | AME 19  | ESP Ret | FRA 16  | CAT 13  | ITA 21  | NED 24  | GER 15 | GBR Ret | AUT 19  | ARA 19  | SM 24   | EMI Ret | INA Ret | JPN 24  | AUS Ret | THA 17 | MAL 16  | SLD 14 | 28è | 5   |